# Moldava nad Bodvou
Moldava nad Bodvou és una ciutat d'Eslovàquia. Es troba a la regió de Košice, a l'est del país.

## Història
La primera referència escrita de la vila data del 1255.

## Demografia
| Godina             | 1994 | 2004   | 2014    | 2024   |
| ------------------ | ---- | ------ | ------- | ------ |
| Nombre de persones | 9332 | 9807   | 11.202  | 10.275 |
| Diferència         |      | +5,09% | +14,22% | −8,27% |

| Godina             | 2023   | 2024   |
| ------------------ | ------ | ------ |
| Nombre de persones | 10.254 | 10.275 |
| Diferència         |        | +0,20% |

## Ciutats agermanades
- Edelény, Hongria
- Encs, Hongria
- Karcag, Hongria
- Tarcal, Hongria
- Tišnov, República Txeca
- Brzozów, Polònia

1. 1 2  «Počet obyvateľov podľa pohlavia - obce (ročne) [om7101rr_obce=AREAS_SK]».   Statistical Office of the Slovak Republic, 31-03-2025. [Consulta: 31 març 2025].